# Disbrow Motors Corporation
Disbrow Motors Corporation war ein US-amerikanischer Hersteller von Automobilen.

## Unternehmensgeschichte
Der Rennfahrer Louis Disbrow gründete 1916 das Unternehmen. Der Sitz war in Cleveland in Ohio. Die Produktion von Automobilen lief von 1916 bis 1917. Der Markenname lautete Disbrow. Materialknappheit aufgrund des Ersten Weltkriegs war einer der Gründe für die Produktionsaufgabe. Noch 1917 wurde das Unternehmen aufgelöst.

## Fahrzeuge
Im Angebot standen besonders sportliche Fahrzeuge. Sie hatten einen Vierzylindermotor von der Wisconsin Motor Manufacturing Company, der mit einem T-Kopf ausgestattet war. Lenkung, Kraftübertragung und Kupplung stammten von Warner Gear, der gepresste Stahlrahmen von Parish & Bingham, der Wasserkühler von Perfex, die Zündung von Bosch und die Drahtspeichenräder von Houk. Das Fahrgestell hatte 290 cm Radstand. Darauf wurde eine leichte offene zweisitzige Roadster-Karosserie aus Aluminium montiert, die Disbrow entworfen hatte. Auf die damals üblichen Trittbretter wurde verzichtet. Die vorderen Kotflügel waren so ausgelegt, dass sie sich mit den Vorderrädern bewegten.
Im Model A leistete der Motor 90 PS und im Model B 110 PS. Daneben gab es das Model C Special Disbrow. Sein Motor hatte 16 Ventile. Für ihn waren 144 km/h Höchstgeschwindigkeit angegeben.
Eine andere Quelle meint, es habe noch ein Modell für das Modelljahr 1918 gegeben. Der Motor hatte vier Zylinder und 7364 cm³ Hubraum, das Fahrgestell 295 cm Radstand und der Aufbau zwei Sitze.